# 余彰德
余彰德（？—？），明朝福建建陽人。
南宋刻书家余文興之後代。余繼安之孙，余象斗的堂兄。萬曆年間，余彰德經營萃慶堂書肆，刻書甚多，附插图，曾聘用鄧志謨撰寫小說並加以刊行。有子余泗泉、余應虯。